# Ryttaren i Madara-orden

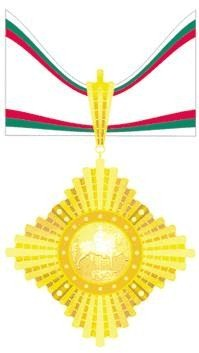
Ryttaren i Madara-orden

Ryttaren i Madara-orden (bulgariska: Madarski konnik), är en bulgarisk orden instiftad 1966. Orden utdelas i två grader som belöning av utländska medborgare för utförda tjänster gentemot Bulgarien.